# Mastomys huberti
Mastomys huberti is een knaagdier uit het geslacht Mastomys dat voorkomt van Zuid-Mauritanië tot Noord-Nigeria. Deze soort lijkt sterk op de veeltepelmuis (M. natalensis), maar heeft een ander karyotype (2n=32, FNa=42-46, tegen 2n=32, FNa=52-54 bij de veeltepelmuis). Deze soort was vroeger bekend onder de naam hildebrandtii, maar dat is wel een veeltepelmuis. Hoewel deze soort enkele keren in Oost-Afrika is gerapporteerd, blijken die dieren niet M. huberti te zijn, maar waarschijnlijk M. natalensis.